# 합덕여자중학교
합덕여자중학교(合德女子中學校)는 대한민국 충청남도 당진시 합덕읍 소소리에 있는 공립 중학교이다.

## 학교 연혁
- 1968년 11월 20일 : 합덕여중 설립 인가
- 1969년 4월 24일 : 합덕여자 중·고등학교 병설 개교
- 2023년 3월 1일 : 제19대 이영세 교장 부임
- 2024년 2월 6일 : 제55회 졸업(24명, 총 8,143명)
- 2024년 3월 4일 : 입학(14명)

## 참고 자료
- 합덕여자중학교 - 한국교육학술정보원 학교알리미